# かずのすけ
かずのすけ（1990年〈平成2年〉6月3日 - ）は日本の経営者、ブロガー、YouTuber。本名は西 一総（にし かずさ）。福井県出身。血液型はB型。株式会社セララボ代表取締役。

## 来歴

### 生い立ち
1990年6月3日、福井県坂井市丸岡町で長男として生まれる。
幼少期からの夢は教師になること。
その夢は成長してからも一貫して持ち続けていたが、教師になった自分のやりたいことが定まっておらず大学受験に失敗してしまう。そこから予備校に通うようになり、偶然出会った化学講師の影響で「化学の世界」に魅了される。
この時「こんなに面白いものがこんなに身近にあったなんて！もっとみんなに伝えていきたい！」と考えるようになる。
1年間の浪人を経て、京都教育大学に入学。タンパク質（ケラチン）と界面活性剤の相互影響についての研究を行い、化学の基礎知識を身に着けるようになる。

### 大学入学後
元々自身が幼少期からアトピー性皮膚炎に悩み続けていたこともあり、化粧品を使うと肌が荒れてしまい、化粧品の成分に対する疑いの気持ちから、勉学のかたわら化粧品の成分について情報を集めるようになる。
その結果、化粧品が化学物質の複合物であることを理解し、それらの化学物質の特性を把握すれば、自分の肌に合わない化粧品を避けることは難しくないと気づく。
その後、知識をアウトプットして保存するためにアメーバブログ「かずのすけの化粧品評論と美容化学についてのぼやき」の前身となるmixiコミュニティ内で美容の情報を発信していく。
活動を続けていく中で、化粧品の分野における化学者・研究者が持つ最先端の知識と一般人との知識の差に乖離を感じ、自身が両者の間を取り持ってわかりやすく説明する架け橋になろうと決意。
元々教職を目指していたが、学校の教壇に立つことだけが“先生”になるという事でなく、ブログなどを通じた“ウェブ上の化学の先生”になれるのではないかと気づく。
こうして「美容を教える化学の先生 かずのすけ」としての活動を開始した。
ブログでの発信を続ける傍ら、「美容のプロ」として自身の専門性を高めるために横浜国立大学大学院環境情報学府に入学。
大学院では界面活性剤を中心にした化学物質の生態リスク評価、及び化粧品や美容リスクに関わる消費者認知の研究に携わる。
2016年3月に博士課程前期卒業（環境学修士）。博士課程後期に進み4年間在籍するも、2020年3月に博士課程後期を中退し、株式会社セララボを設立。現在に至る。

## 人物

### ブロガーとして
2013年9月よりアメーバブログ「かずのすけの化粧品評論と美容化学についてのぼやき」を運営開始。過去月間最高500万PVを達成。ブログフォロワー数は70,000人超。
元々はヘアケアに関する記事を中心に更新していたが、スキンケアに関する記事のアクセス増加と共に内容をシフトしている。
化学の知識を使って美容を科学的メカニズムから解説していくスタイルで、化粧品を成分から読み解く成分解析が自身の持ち味であると語っている。

### YouTuberとして
2019年10月より動画投稿開始。元々ブログやTwitterをメインに発信していたが、悪質な広告やPRが横行してしまっている状況を鑑みてYouTubeに進出する。
視聴者には悪質な広告やPRから自分で身を守れるよう、「良いものを自分で選べる能力」と、まずは何事も疑ってかかってみるという「健全な懐疑心」を養ってほしいと語っている。
「かずのすけ」という名前の由来は、本名の「かずさ」をもじってつけたものである。友人などにはダサいと言われ続けているが、多くの人に見てもらえるようになったのはこの名前あってこそという考えがあり、相応の想い入れがあると語っている。
2020年11月にYouTubeチャンネル登録者数10万人突破記念 銀の盾を獲得している。

### 肩書
2017年7月より「美容化学者」という肩書で活動を行っている。
これは著書「オトナ女子のための美肌図鑑」執筆の際、商用出版物としてのインパクトをつけるために編集担当者より提案された肩書を採用したものである。
横浜国立大学大学院博士課程を後期で中退しており、博士号を取得しているわけではないため、「自称美容化学者」と指摘されることがある。
これにはかずのすけ自身も「化学者」という肩書を自称できるほど研鑽を積んでいるとは認識しておらず、編集担当者の説得により渋々ながら了承したという。

## オフスキンケア
オフスキンケアはかずのすけが提唱する美容法の呼び名。
「洗顔料やボディソープを適切な洗浄力のものに変更し、スキンケア化粧品はできるだけ最低限の使用を心がける」、「スキンケアが徐々に不要になる」という考えの元、命名された。
このオフスキンケアを取り入れたことがアトピー性皮膚炎克服の最重要要因であり、現在でもかずのすけの美容理論の根幹をなしている。

## CeraLabo
CeraLabo（セララボ）は2014年12月にかずのすけが立ち上げた化粧品ブランド「honestly」をリブランディングしたブランド。キャッチコピーは「はじめよう、オフスキンケア」。
製品デザインや成分処方等、かずのすけが完全監修し、敏感肌向けの製品が販売されている。
実店舗では蔦屋書店（TSUTAYA）、東急ハンズ系列の一部店舗で取り扱いがされている。

## 出演・掲載

### テレビ
- おじゃまっテレ（福井放送、2017年6月28日）[18]
- NMBとまなぶくん（関西テレビ、2018年11月23日）[19]
- くりぃむしちゅーのハナタカ！優越館 （テレビ朝日系列、2020年11月5日）[20]

### 雑誌
- GISELe（2014年8月27日）[21]
- 週刊プレイボーイ（2014年12月24日）[22]
- VERY（2015年12月7日）[23]
- 日経ヘルス（2016年6月2日）[24]
- 日経ヘルス（2016年9月2日）[25]
- PHPくらしラク～る（2016年12月10日）[26]
- MAQUIA（2016年12月23日）[27]
- 月刊ウララ（2017年3月25日）[28]
- 女性自身（2017年8月7日）[29]
- からだにいいこと（2018年1月16日）[30]
- 週刊新潮（2018年9月20日）[31]
- からだにいいこと（2019年4月16日）[32]
- 美ST（2020年4月17日）

### ラジオ
- 峰竜太のミネスタ（ラジオ日本、2016年8月1日）[33]
- simple style -オヒルノオト-（ラジオJFM、2018年4月25日）[34]
- NHKラジオ（NHK福井放送局、2018年2月9日）[35]

### WEB連載
- 特別スキンケア講座（by Birth、2015年12月31日）
- かずのすけの美容塾（日々URALA、2019年10月13日）

## 書籍

### 単著
- 間違いだらけの化粧品選び 自分史上最高の美肌づくり（リンダパブリッシャーズ 2015年4月24日）
- じつは10秒で見抜けます 化学者が美肌コスメを選んだら…（三五館 2016年2月20日）
- オトナ女子のための美肌図鑑（ワニブックス 2017年7月14日）
- マンガでわかる かずのすけ式美肌化学のルール （KADOKAWA 2018年6月15日)
- オトナ女子のための美容化学 しない美容 （ワニブックス 2018年2年22日)
- どんな敏感肌でも美肌になれる！ オフスキンケア(KADOKAWA 2018年4月19日)
- 秒でわかる！ 最強の家事 - 暮らしは、化学でラクになる！ （ワニブックス 2018年12月25日)

### 共著
- できるオンナは「手」を捨てない 仕事にも家事にも育児にも負けない、手と爪の守り方(トランスワールドジャパン 2018年4月2日)
- マンガでわかる かずのすけ式美肌化学のルール(KADOKAWA 2018年6月15日)
- 美肌成分事典(主婦の友社 2019年10月19日)